# Gitanjali Rao
Gitanjali Rao (Lone Tree, Colorado, 24 de noviembre de 2005) es una inventora, autora, científica y promotora de  CTIM estadounidense. Ganó el Discovery Education 3M Young Scientist Challenge en 2017. Fue reconocida como Forbes 30 U 30 por sus innovaciones. Fue nombrada joven innovadora de la revista Time «Top en 2020» por sus innovaciones y «talleres de innovación» que lleva a cabo en todo el mundo. En su portada del 4 de diciembre de 2020 Time la designó «Niña del Año» (Kid of the Year).

## Comienzos
Rao es de Lone Tree, Colorado. Asiste a la escuela STEM Highlands Ranch. Quiere estudiar genética y epidemiología en el Instituto de Tecnología de Massachusetts. Gitanjali Rao ha hablado sobre la brecha salarial de género.

## Carrera
Gitanjali se enteró de la crisis de Flint al ver las noticias, y se interesó en las formas de medir el contenido de plomo en el agua. Desarrolló un dispositivo basado en nanotubos de carbono que podía enviar información a través de bluetooth. Rao colaboró con un científico investigador en 3M. En 2017 ganó el Discovery Education 3M Young Scientist Challenge y recibió $ 25,000 por su invento, Tethys. Tethys contiene una batería de 9 voltios, una unidad detectora de plomo, una extensión bluetooth y un procesador. Utiliza nanotubos de carbono, cuya resistencia cambia en presencia de plomo. Aprendió sobre los nanotubos de carbono mientras leía el sitio web del Instituto de Tecnología de Massachusetts. Ella planea trabajar con científicos y profesionales médicos para investigar el potencial de Tethys como un método viable. Presentó su idea en la conferencia MAKERS 2018 y recaudó $ 25,000 más. En enero de 2019, estuvo trabajando con la instalación de agua de Denver y espera tener un prototipo en los próximos dos años.
Rao ha sido oradora de TEDx  en tres ocasiones. En septiembre de 2018, Rao recibió el Premio Juvenil Ambiental del Presidente de la Agencia de Protección Ambiental de los Estados Unidos.
Rao fue galardonada con el premio principal de «salud» por el desafío estudiantil de innovación TCS Ignite en mayo de 2019 por desarrollar una herramienta basada en los avances en ingeniería genética para el diagnóstico temprano de la adicción a los opioides recetados.
También es una pianista consumada. Según su madre, cuando Rao tenía tres años preguntó qué podía hacer para ayudar a alguien que estaba enfermo, y le sugirieron tocar música.
Es miembro de los Scouts y se ha inscrito en el programa Scouting STEM (ciencia, tecnología, ingeniería y matemáticas) en los Estados Unidos.
Rao es la primera persona en recibir la designación de «Niña del Año» (Kid of the Year) de la revista Time.